# Guerra russo-persa de 1722–1723
A Guerra Russo-Persa de 1722 a 1723, conhecida na historiografia como Campanha Persa de Pedro, o Grande, foi uma guerra entre a Rússia e Pérsia (Irã), o czar desencadeou-a na tentativa de expandir a influência russa no Mar Cáspio e na Transcaucásia para impedir ganhos territoriais na região pelo Império Otomano, à custa do Declínio Safávida. 
Antes da campanha, Pedro I da Rússia assegurou uma aliança com um rei georgiano Vactangue VI de Cártlia, e com o católico Asdvadzadur da Arménia. Estes governantes cristãos estavam buscando ajuda russa em sua luta contra o expansionistas das duas potências muçulmanas - Turquia e Pérsia. 
Em Julho de 1722, o Exército russo, totalizado em cerca de 22 000 homens, embarcaram em navios da recém-construída Frota do mar Cáspio liderada pelo almirante Fiodor Apraksin de Astracã. A eles juntaram se mais tarde cerca de 22 000 homens de cavalaria e os Cossacos, então marcharam por terra a partir Volgogrado. Em 23 de Agosto de 1722, o exército russo capturou Derbente, no sul do Daguestão. Contudo, no Outono do mesmo ano tempestades no Mar Cáspio obrigaram Pedro o Grande a retornar para Astracã deixando guarnições russas em Derbente e Budyonnovsk. Em Setembro de 1722, em Vactangue VI acampado em Ganja (Azerbaijão) organizou uma força combinada com um exército georgiano e Arménio de 40 000 homens, para integrar-se no avanço russo, mas depois de receber a notícia sobre a saída de Pedro I retornou a Tbilisi em Novembro. 
Em Dezembro de 1722, o exército russo e a Marinha, sob o comando do major-general Mikhail Matyushkin, capturou Rasht e em julho de 1723 procedeu à captura de Bacu. O sucesso militar russo na invasão, com a tomada do sul do Cáucaso, forçaram na Primavera de 1723 o Governo Persa de Tamaspe II a assinar o Tratado de São Petersburgo, no qual cederam Derbente e Bacu, e nas províncias persas Xirvão, Guilão, Mazandarão e Astrabade aos russos em 12 de Setembro, de 1723. 
Em 1735, na véspera da Guerra Russo-Turca, o governo da Imperatriz Ana da Rússia devolveu todos os territórios anexados à Pérsia como um pré-requisito para uma constituição de uma aliança com os persas contra a Turquia Otomana.